# OA - Konstrueret virkelighed
|  | Denne artikel er oprettet af botten PalnaBot ud fra en ekstern database. Den kan derfor have sproglige fejl eller mangler. Denne skabelon kan fjernes efter kontrol af indholdet. |

OA - Konstrueret virkelighed er en dokumentarfilm fra 2012 instrueret af Jakob Schnohr Ingversen efter eget manuskript.

## Handling
Dette er dokumentarfilmen om Danmarks første internetfænomen, som var det satiriske konceptband, hiphop gruppen: 'Odense Assholes'. Igennem footage og interviews får vi indblik i, hvad internettet gør ved vores personlighed, når vi bruger det til at skabe et fiktivt image.